# 존 커리
존 커리(영어: John Anthony Curry, OBE, 1949년 9월 9일 ~ 1994년 4월 15일)는 영국의 피겨 스케이팅 선수이다. 1976년 동계 올림픽과 세계 선수권 대회에서 우승했다.

## 생애
커리는 1949년 9월 9일에 잉글랜드 버밍엄에서 태어났다.

## 선수 경력
처음 몇년 동안, 커리와 스케이트의 참여는 오히려 캐주얼이었다. 커리의 아버지는 그가 15세때 사망했다.
아마추어 선수로서, 커리는 그의 발레 같은 자세와 긴장, 그의 뛰어난 신체 제어에 대해 언급했다.

### 대회 경력
커리는 1976년 동계 올림픽에서 기수(旗手)로 뽑혔으며, 1976년 BBC 올해의 스포츠인상 수상자로 선정되었다.

## 개인 생활
1987년에 커리는 인간면역결핍 바이러스(HIV) 보균자로 진단되었고, 1991년에 후천면역결핍증후군(AIDS) 진단이 되었다. 죽기 전에, 그는 자신의 질병과 자신의 성적인 취향에 대해 언론에 공개적으로 말했다. 그는 자신의 어머니와 함께 그의 말년을 보냈다. 그는 1994년 4월 15일에 빈턴(Binton)에서 합병증으로 인한 심근 경색으로 사망했다. 그는 당시 44세였다.

## 서훈
- 1976년 대영 제국 훈장 4등급(OBE) 수훈[1]